# Bansberia
Bansberia (en bengalí: বাঁশবেড়িয়া ) es una ciudad de la India, en el distrito de Hugli, estado de Bengala Occidental.

## Geografía
Se encuentra a una altitud de 7 m s. n. m. a 53 km de la capital estatal, Calcuta, en la zona horaria UTC +5:30.

## Demografía
Según estimación 2010 contaba con una población de 112 610 habitantes.